# Yuji Itadori
Yuji Itadori (虎杖 悠仁?, Itadori Yūji) è un personaggio immaginario e il protagonista della serie manga Jujutsu kaisen - Sorcery Fight creata da Gege Akutami. È uno stregone del primo anno dell'Istituto di Arti Occulte di Tokyo, catapultato nel mondo della stregoneria dopo aver ingerito un oggetto maledetto: un dito appartenente a Ryomen Sukuna, un potentissimo stregone del periodo Heian, incarnazione dell'energia maledetta nata dalle emozioni negative umane. Con i suoi compagni di classe, Yuji combatte ed esorcizza le maledizioni, cercando di onorare l'ultima volontà di suo nonno: salvare gli altri senza condizioni. Il suo obiettivo è far sì che, una volta mangiate tutte e venti le dita di Sukuna e condannato a morte, possa lasciare il mondo senza rimpianti, sapendo di aver fatto del bene.
Nell'adattamento anime del manga, Yuji è doppiato da Jun'ya Enoki nella versione originale e da Dario Sansalone in italiano. Il personaggio è stato accolto positivamente dalla critica, con particolare apprezzamento per il suo sviluppo narrativo, anche se alcuni commentatori si sono divisi sull'originalità di Yuji come protagonista shōnen.

## Creazione e concezione
Yuji è stato creato da Gege Akutami. Il suo nome, Yuji, può essere tradotto come "abbondante, aiuto e coraggioso", con le singole sillabe che significano: "yu" (lento o rilassante) e "ji" (prendersi cura degli altri). Il suo cognome, Itadori, deriva dalla Fallopia japonica, una pianta giapponese usata nella medicina tradizionale per alleviare il dolore, riflettendo così la natura premurosa del personaggio. Akutami ha dichiarato che, se dovesse associare a Yuji un tema musicale, sceglierebbe "Heart ni Hi wo Tsukete" dei 9mm Parabellum Bullet e "Itsuka Dokoka De" dei Kuchiroro, due brani che fondono heavy metal e chill jazz. L'idea di Yuji che ingerisce Ryomen Sukuna e lotta con il demone interno si ispira a Naruto Uzumaki, protagonista del manga di Masashi Kishimoto, che convive sin dalla nascita con la Volpe a Nove Code, Kurama. Yuji è stato scritto con l'intenzione di perdere più combattimenti nel corso della storia, così da crescere attraverso ogni sconfitta. Tra le principali fonti d'ispirazione per la sua evoluzione narrativa c'è anche la serie televisiva Breaking Bad. Inizialmente, dopo la morte di Yoshino, Akutami voleva che Yuji entrasse in uno stato berserker, ma rinunciò perché avrebbe complicato il modo in cui Mahito sarebbe stato sconfitto. Successivamente, Akutami progettò di donare a Yuji una tecnica speciale, ma non riusciva a trovarne una che lo rendesse davvero unico. Nell'arco narrativo seguente, l'autore ha sviluppato con affetto la relazione tra Yuji e Choso, descrivendo il finale di quell'arco come un omaggio a Bleach di Tite Kubo. La battaglia preferita di Akutami nella serie è stata proprio l'alleanza tra Yuji e Kugisaki. Per rendere Yuji più popolare, Akutami ha deciso di rallentare il ritmo della narrazione dopo diverse battaglie consecutive e di inserirlo in capitoli dedicati anche ai suoi interessi amorosi.
L'aspetto di Yuji con una felpa con cappuccio è stato scelto per simboleggiare la sua esitazione e indecisione. Secondo Akutami, il finale del percorso di Yuji è già stato pianificato e dovrebbe concludersi entro due anni, anche se quello di Sukuna rimane incerto. L'autore ha anche smentito la teoria popolare secondo cui la madre di Yuji sarebbe Yuki Tsukumo. Yuji è stato descritto come "ingenuo, premuroso e adorabile, pur essendo posseduto da un antico male". La visceralità del suo carattere, unita alla sua spensieratezza, crea un forte contrasto che attraversa tutto il suo arco narrativo. Dato che inizialmente Akutami non aveva previsto una serializzazione lunga, il protagonista originale del franchise doveva essere Yuta Okkotsu, protagonista di Jujutsu kaisen 0 - Il film. Yuji e Yuta condividono molte caratteristiche: l'introduzione al mondo del jujutsu, la tragedia personale, l'ingenuità e il confronto con la morte. Tuttavia, i due si distinguono per il comportamento: Yuji è estroverso, mentre Yuta è più introverso. Per quanto riguarda la sua età, pur essendo un adolescente, all'inizio della serie Yuji menziona di aver giocato a pachinko. Akutami era preoccupato che questa scena potesse risultare inappropriata per il target giovane di Shōnen Jump, ma decise comunque di lasciarla senza censure. Infine, nel finale della seconda stagione dell'anime, a Yuji è stata data una nuova scena non presente nel manga, in cui esegue un ippon-jime, un gesto tradizionale giapponese di battito delle mani, simbolo della continuità della serie.

### Doppiatori
Jun'ya Enoki ha raccontato di aver avuto inizialmente difficoltà a comprendere a fondo il personaggio di Yuji, ritenendolo più complesso rispetto ad altri ruoli da lui interpretati, nonostante i suoi tratti potessero sembrare quelli di un protagonista tipico. Enoki ha detto di aver associato Yuji a Megumi Fushiguro, data la natura enigmatica che condividono. Non ha avuto difficoltà a individuare il tono giusto per Yuji, un aspetto che ha comunque discusso con il regista. L'attore ha inoltre sottolineato come Yuji, pur essendo diretto, si presenti anche come intelligente grazie alla sua capacità di analizzare i combattimenti. Nonostante inizialmente vedesse Yuji come un protagonista standard da Weekly Shōnen Jump, Enoki ha raccontato di essersi divertito molto a doppiarlo, apprezzando la vasta gamma di emozioni che ha dovuto esprimere. Per la seconda stagione, Enoki ha descritto come particolarmente intensa l'esperienza di dare voce al crollo mentale di Yuji dopo aver assistito al massacro compiuto da Sukuna: in quella scena, mentre il personaggio piangeva e vomitava, anche lui si è ritrovato a piangere durante la registrazione, pur senza arrivare a vomitare. Il regista ha elogiato la sua interpretazione, affermando che ha donato maggiore realismo all'anime. Nella versione italiana, Yuji è doppiato da Dario Sansalone. Sansalone ha raccontato che il suo primo turno in sala di doppiaggio è stato particolarmente emozionante, ammettendo che non si aspettava quanto il personaggio lo avrebbe coinvolto emotivamente. Ha descritto Yuji Itadori come un "idealista folle", spiegando che questa combinazione di idealismo e follia ha risuonato profondamente con lui, permettendogli di esprimersi appieno, specialmente nelle scene più intense.

## Descrizione del personaggio
Nel corso della serie, Yuji e le sue eccezionali tecniche maledette vengono ulteriormente sviluppate mentre affronta numerose maledizioni e il contraccolpo emotivo derivante dalle sue azioni. Nonostante abbia praticato l'uso dell'Energia Maledetta solo per pochi mesi, Yuji dimostra una potenza straordinaria anche senza aver bisogno del potere di Sukuna come supporto. Yuji crede profondamente nel valore della vita e si impegna affinché tutte le persone che incontra — indipendentemente dalla profondità del legame con loro — ricevano un trattamento dignitoso e, se necessario, una morte onorevole. Durante il suo sviluppo come stregone, Yuji crea una potente tecnica chiamata Pugno Divergente: a causa della sua velocità sovrumana, la sua energia maledetta non riesce a seguirlo immediatamente, generando così un doppio impatto sui nemici. Tuttavia, perfezionando il controllo sulla sua energia, Yuji è in grado di applicarla entro 0,000001 secondi, dando vita al Black Flash — una tecnica che distorce il tempo e lo spazio per un istante e fa brillare l'energia maledetta di nero, amplificandone enormemente l'efficacia.

## Biografia del personaggio
Yuji è un eccentrico quindicenne che vive con suo nonno Wasuke ed è membro del Club di Ricerca sull’Occulto del suo liceo. Il giorno della morte del nonno, Yuji viene avvicinato da Megumi Fushiguro, uno stregone della scuola di arti occulte di Tokyo del primo anno, che gli chiede informazioni su una delle dita di Sukuna che il club ha ottenuto illegalmente. Quando un gruppo di spiriti maledetti attacca la scuola, attratti dal dito, Yuji corre in aiuto di Megumi. Per salvare i suoi amici, Yuji ingerisce la reliquia, diventando l'ospite di Sukuna. Satoru Gojo, insegnante della scuola di arti occulte di Tokyo, informa Yuji che è destinato all’esecuzione, ma che l'esecuzione sarà rinviata affinché, nel frattempo, possa aiutare a eliminare completamente Sukuna ingerendo tutte le sue dita. Yuji si trasferisce alla scuola per gli stregoni e viene seguito personalmente da Gojo. Stringe rapidamente amicizia con i suoi compagni del primo anno, Megumi e Nobara Kugisaki. Durante una missione in un centro di detenzione, Yuji muore temporaneamente dopo uno scontro con un "Grembo Maledetto", in cui Sukuna ricatta Yuji tenendo in ostaggio il suo cuore. Tuttavia, viene successivamente riportato in vita da Sukuna stesso. Considerato morto, Yuji continua a lavorare in segreto, scoprendo di possedere una straordinaria energia maledetta che utilizza in battaglia. Fa amicizia con Junpei, ma la loro relazione finisce tragicamente quando Junpei viene ucciso dallo Spirito Maledetto Mahito. Durante questo periodo incontra anche Kento Nanami, ex salaryman diventato stregone. Dopo uno scontro in cui Mahito riesce a fuggire, Yuji giura di vendicarsi.
Durante il torneo amichevole tra le scuole di arti occulte di Tokyo e Kyoto, Yuji rivela pubblicamente di essere ancora vivo. Alcuni stregoni vogliono eliminarlo immediatamente, mentre altri, come Gojo, lo proteggono. A Kyoto, stringe un legame fraterno con Aoi Todo. Insieme, studenti e insegnanti combattono un’invasione da parte di Mahito e Hanami, uno spirito maledetto legato alla natura. Durante lo scontro, Yuji riesce a eseguire più volte il "Black Flash", una distorsione nello spazio che potenzia enormemente i suoi attacchi maledetti. Alla fine, lui e Todo tengono testa ad Hanami abbastanza a lungo da permettere a Gojo di eliminarlo. Successivamente, Yuji partecipa a una missione dove affronta Eso e Kechizu, due fratelli ibridi tra spirito maledetto e umano, noti come "Dipinti della Morte". Yuji e Nobara riescono a sconfiggerli, ma Yuji prova grande rimorso per aver spezzato il loro legame fraterno.
Nell'ottobre dello stesso anno, Yuji viene inviato a Shibuya, dove Mahito e gli spiriti maledetti lanciano un massiccio assalto contro gli stregoni. Durante la battaglia, Yuji assiste impotente alla morte di Nanami e, apparentemente, anche a quella di Nobara, eventi che lo lasciano devastato dal dolore e dal senso di colpa. Combatte anche Choso, il fratello maggiore di Eso e Kechizu. Dopo il loro scontro nella stazione di Shibuya, Choso scopre che Yuji condivide il suo stesso sangue maledetto, suggerendo che Yuji sia anch'egli un suo fratello. Con la sconfitta degli stregoni a Shibuya, Suguru Geto (in realtà Kenjaku) libera migliaia di spiriti maledetti e risveglia numerosi stregoni nel mondo. Yuji viene braccato da altri stregoni che lo ritengono responsabile dell’attacco, tra cui Yuta Okkotsu. Yuta, seguendo un piano di Gojo, finge la morte di Yuji e si allea con lui per partecipare ai Giochi di Abbattimento organizzati da Kenjaku. Dopo varie battaglie, Gojo viene liberato e si riunisce ai suoi studenti per affrontare Sukuna, che nel frattempo ha preso possesso del corpo di Megumi Fushiguro. Dopo la morte di Gojo, Yuji e gli altri stregoni combattono Sukuna, subendo gravi ferite. In questo contesto, si scopre che Kenjaku è in realtà la "madre" di Yuji, avendolo creato manipolando il suo corpo affinché possedesse un potere in grado di rivaleggiare con Sukuna. Liberato finalmente Megumi dall'influenza di Sukuna, gli stregoni riescono a sconfiggere il Re delle Maledizioni, che sceglie di morire piuttosto che tornare a fondersi con Yuji. Nell’epilogo, Yuji si riunisce con Yuko.
Nella light novel, ambientata durante il periodo in cui Yuji si nascondeva e si allenava dopo essere stato dichiarato morto, incontra Minato, un ragazzo che, senza rendersene conto, aveva evocato uno spirito maledetto. Yuji riesce a sconfiggerlo con l’aiuto di una lezione di Gojo.

### Poteri e abilità
Yuji è uno degli studenti più potenti e talentuosi della sua scuola. Già al liceo possedeva una forza, riflessi e capacità atletiche sovrumane. È incredibilmente agile e può raggiungere una velocità di corsa di 60,12 km/h. Nel mondo della stregoneria Jujutsu, Yuji si dimostra un vero prodigio: ha combattuto e sconfitto maledizioni di Grado 1 e di Grado Speciale, nonostante sia stato introdotto a questo mondo solo pochi mesi prima. È in grado di contenere Sukuna senza troppi sforzi, a meno che non ingerisca dieci dita del Re delle Maledizioni contemporaneamente, ed è capace di danneggiare non solo il corpo fisico di una maledizione, ma anche la sua stessa forma dell’anima. Yuji possiede anche un'enorme resistenza, riuscendo a continuare a combattere e muoversi nonostante ferite da taglio e gravi percosse. Tra le sue tecniche maledette si annovera il Pugno Divergente, dove il flusso della sua energia maledetta colpisce il nemico con un lieve ritardo, causando un secondo impatto. Inoltre, Yuji è in grado di utilizzare il Black Flash, un attacco in cui l’energia maledetta si espande entro 0,000001 secondi dall'impatto, aumentando enormemente la potenza del colpo. Finora, nel manga, Yuji ha eseguito il Black Flash diciassette volte, riuscendo persino a concatenarne otto consecutivamente. Yuji ha anche imparato a mantenere la tecnica maledetta del Santuario di Ryomen Sukuna, portandolo a combattere su un piano di parità con il Re delle Maledizioni stesso. Dopo aver consumato gli ultimi Uteri Maledetti rimasti, Yuji ha acquisito la capacità di manipolare il sangue e ha persino aperto un’espansione del dominio completa. Sebbene il contenuto preciso del suo dominio non sia stato ancora rivelato dall'autore, Gege Akutami, è noto che Yuji è riuscito a raggiungere questo livello allenandosi intensivamente per un solo mese.

## Accoglienza
Scrivendo per Polygon, Chingy Nea ha inizialmente definito Yuji come "un tipico eroe shōnen destinato ad attrarre i giovani ragazzi... serio e goffo come Naruto, incredibilmente altruista come Midoriya di My Hero Academia", ma ha poi riconosciuto come Jujutsu kaisen tenti di conciliare gli ideali shōnen con la durezza della vita moderna. Questo si riflette in Yuji, che, pur temendo la morte e restando inorridito dal mondo in cui si ritrova, non cede al cinismo e continua a lottare per aiutare gli altri. Il personaggio è stato anche paragonato al protagonista di Bleach, Ichigo Kurosaki, a causa dei loro parallelismi, specialmente nelle sue prime apparizioni: giovani combattenti che sviluppano poteri soprannaturali e alter ego malvagi per proteggere le persone da mostri giganti. CBR. ha paragonato la tentazione di Itadori di usare Sukuna in modo simile al conflitto di Ichigo con il suo Hollow, come un'analisi di come tutti abbiano conflitti interiori.
Karen Lu, scrivendo dall'Università di Yale, ha osservato che Yuji piega gli stereotipi del protagonista maschile nell’anime, affermando che "invece del protagonista che persevera testardamente attraverso l'impossibile e ignora i consigli dei suoi amici, Yuji si rende conto molto presto che non può salvare tutti" e ha elogiato il modo in cui l'anime e il manga mostrano che "in realtà deve diventare più forte e soffrire la morte", definendo questo processo "stimolante ma anche riflessivo". Un'altra accoglienza positiva è stata rivolta al modo in cui Yuji "si assume apertamente un'enorme responsabilità e sacrifica la propria sicurezza per salvare i suoi amici" e come le sue interazioni con loro "traboccano di energia divertente" Eric Thomas di Discussing Film ha elogiato l'introduzione di Yuji, notando favorevolmente i cambiamenti apportati al personaggio nell'adattamento anime, sottolineando che "una scena che aggiunge più profondità tra Yuji e suo nonno è nel pilot... è importante per lo sviluppo di Yuji, e le parti aggiuntive trasmettono le emozioni del protagonista in modo fantastico". Ha anche lodato il "doppiatore incredibilmente talentuoso che ha inchiodato la performance".
Con l'uscita del prequel Jujutsu kaisen 0 - Il film, i critici hanno spesso paragonato Yuji Itadori al suo predecessore, il protagonista Yuta Okkotsu. I critici si sono divisi su quale dei due protagonisti creati da Akutami fosse più adatto al ruolo principale, valutando chi fosse più riconoscibile o più originale a causa delle loro diverse caratterizzazioni nonostante i parallelismi. Otaquest ha criticato la gestione di Yuji in retrospettiva, trovandolo troppo semplice rispetto a Yuta, e paragonandolo ancora a Ichigo Kurosaki. James Beckett di Anime News Network e IGN ha criticato il ruolo di Yuji nella seconda stagione per essersi presentato come un protagonista debole, dato che la narrazione si concentrava su un cast corale in cui molti personaggi morivano o venivano gravemente feriti mentre combattevano. Anime News Network ha anche criticato il modo in cui i destini di Nanami e soprattutto di Nobara si avvicinano al tropo narrativo della "donna nel frigorifero", ovvero il sacrificio di un personaggio femminile per provocare una reazione nel protagonista maschile. Nijimen ha ritenuto coinvolgente il team-up tra Yuta e Yuji contro Sukuna, sottolineando però la preoccupazione che Sukuna, come altri avversari principali, potesse uccidere altri personaggi principali, proprio come avvenuto con Gojo. Comic Book Resources ha trovato poco credibile che Yuji potesse sconfiggere Sukuna da solo, criticando il bilanciamento dei poteri gestito da Akutami nell'arco di Shinjuku. Il colpo di scena secondo cui Yuji sarebbe legato a Sukuna è stato visto come un'opportunità narrativa per dargli finalmente i mezzi per sconfiggerlo. La sconfitta di Sukuna è stata elogiata da ScreenRant per non aver dilatato eccessivamente l’arco finale mentre il nemico continuava a evolversi. ScreenRant ha anche commentato in modo contrastante il finale, osservando come Yuji abbia mostrato sia pietà sia violenza verso Sukuna, aumentando la complessità dei suoi sentimenti. Alla fine, GameRant ha affermato che Yuji non si sia distinto come protagonista rispetto a personaggi secondari più amati come Gojo, mentre Yuta ha avuto uno sviluppo narrativo più completo, con protagonisti spesso oscurati dal carisma degli altri personaggi.
Nonostante questo, Yuji è rimasto popolare tra i fan: a giugno 2021 è stato il personaggio preferito su MyAnimeList. In un sondaggio di popolarità VIZ del marzo 2021, è stato votato come il secondo personaggio più amato del franchise, subito dopo Satoru Gojo. Ai 6th Crunchyroll Anime Awards del 2022, Yuji è stato nominato come "Miglior protagonista" e ha vinto come "Miglior scena di combattimento" per la battaglia con Aoi Todo contro Hanami. È stato anche nominato nella stessa categoria per la battaglia al fianco di Nobara Kugisaki contro Eso e Kechizu. Nel maggio 2022, il mangaka Kenta Shinohara ha reso omaggio a Yuji, Yuta e Megumi con una dedica speciale.